# Theory in Practice
Theory In Practice ist eine schwedische Progressive-Death-Metal-Band, deren Musik vor allem durch häufige und schnelle Rhythmuswechsel und teils überzogene Komplexität gekennzeichnet ist.

## Bandgeschichte
Theory in Practice wurden 1995 von Peter Lake (Gitarre), Matthias Engstrand (Bass, Keyboards) und Henrik Ohlsson (Schlagzeug) in Sandviken gegründet. Kurz darauf stieg Johan Ekman als Sänger ein. Im Mai 1996 wurde das erste Demo Submissive in Peter Tägtgrens Abyss Studio aufgenommen. Das Demo verkaufte sich im Underground gut und sicherte der jungen Formation einen Plattenvertrag mit dem singapurer Label Pulverised Records. 1997 erschien das Debütalbum Third Eye Function, das in den Stockholmer Sunlight Studios aufgenommen wurde. Johan Ekman verließ die Gruppe kurz darauf, da er Musik studieren wollte.
Für das 1997er Album The Armageddon Theories übernahm Henrik Ohlsson den Gesang. Danach wechselte Theory in Practice zum schwedischen Label Listenable Records, die das zweite Album auch neu auflegten. 2001 erschien das bisher letzte Album Colonizing the Sun, das erstmals in ihrem eigenen Studio aufgenommen wurde. Seit dieser Veröffentlichung macht die Band eine längere Pause.

## Musikstil
Theory in Practice sind für eine Melodic-Death-Metal Band sehr am Progressive Metal orientiert. Die Musik besteht aus vielen Rhythmus- und Tempowechseln, langen, ausgedehnten Solos und vertrackten Rhythmen. Auf Grund dieser Eigenschaft wird sie häufig mit progressiven Power-Metal-Bands wie Watchtower oder Spastic Ink, aber auch mit Technical-Death-Metal-Bands wie Nocturnus, Cynic und Atheist verglichen. Auf dem letzten Album kamen auch klassische Einflüsse hinzu.

## Diskografie
- 1996: Submissive (Demo)
- 1997: Third Eye Function
- 1999: The Armageddon Theories
- 2002: Colonizing the Sun
- 2015: Evolving Transhumanism (Single)